# Scymnus frontalis
Oval minipiga (Scymnus frontalis) är en skalbaggsart som först beskrevs av Johan Christian Fabricius 1787. Den ingår i släktet Scymnus och familjen nyckelpigor.

## Beskrivning
Kroppen är avlång och svart, vanligtvis med två stora, rödbruna fläckar på täckvingarna. Benen är rödaktiga. Honan har rött huvud, hanen svart. Arten är liten, med en kroppslängd på 2 till 3 mm och en vikt som nykläckt (ur puppan) på omkring 3 mg.

## Utbredning
Utbredningsområdet omfattar större delen av Europa med undantag för Island och de allra sydligaste delarna, som Iberiska halvön, södra Italien och södra Balkan. Vidare österut genom Vitryssland, Ukraina, Ryssland, Kaukasus, Georgien, Armenien, Azerbajdzjan och Kazakstan till Sibirien, Mongoliet och Kina. Dessutom åt sydöst till Sydvästasien. I Sverige förekommer arten i Götaland, Svealand och östra Norrland, medan den i Finland framför allt har observerats i de södra delarna av landet, ungefär upp till Norra Savolax, med enstaka fynd längre norrut.

## Ekologi
Habitatet utgörs av solrika biotoper, som kullar, sluttningar, torrängar och andra torrare gräsmarker, stenbrott, sandbankar vid floder, solbelysta skogsbryn, ruderatområden och trädgårdar, där den förekommer på gräs och i förekommande fall träd (både barr- och lövträd). Födan består av bladlöss.
Reproduktionen är tydligt temperaturberoende: Ju lägre temperatur, desto färre honor är det som lägger ägg.
Även utvecklingen är starkt beroende av temperaturen: Vid 15ºC tar tiden från ägg till vuxen insekt 80 dygn, men bara 17 dygn vid 30ºC. Larven ömsar hud fyra gånger, och har dessutom ett vilolarvsstadium före förpuppningen då den inte intar någon föda.
Övervintringen sker under vissna löv, i torrt gräs och bland rötter.